# Романов, Владимир Николаевич (бизнесмен)
Влади́мир Никола́евич Рома́нов (лит. Vladimiras Romanovas; 15 июня 1947, д. Ведерниково, Калининская область) — литовский бизнесмен, президент и основатель Ūkio bankas (первого частного банка в постсоветской истории Литвы), политик (в 2012 году создал «Партию литовских» людей). Личное состояние — 260 миллионов фунтов стерлингов (около 500 млн долл.), по версии газеты The Scotsman.

## Биография
Родился 15 июня 1947 года в деревне Ведерниково Калининской области в семье военнослужащего. В 1954—1965 годах учился в каунасской средней школе № 10.
В 1966—1969 годах служил в Военно-морском флоте СССР старшим матросом на подводной лодке «К-19».
В 1972 году окончил военно-морское училище.[какое?]
В 2009 году заявил о своём желании баллотироваться в президенты Литвы, но не был допущен в связи с тем, что родился в России.
В 2013 году, в связи с банкротством Ūkio bankas и расследованиями литовских властей, был объявлен в международный розыск. Сменил гражданство на российское.
В 2014 году Россия представила Романову политическое убежище.

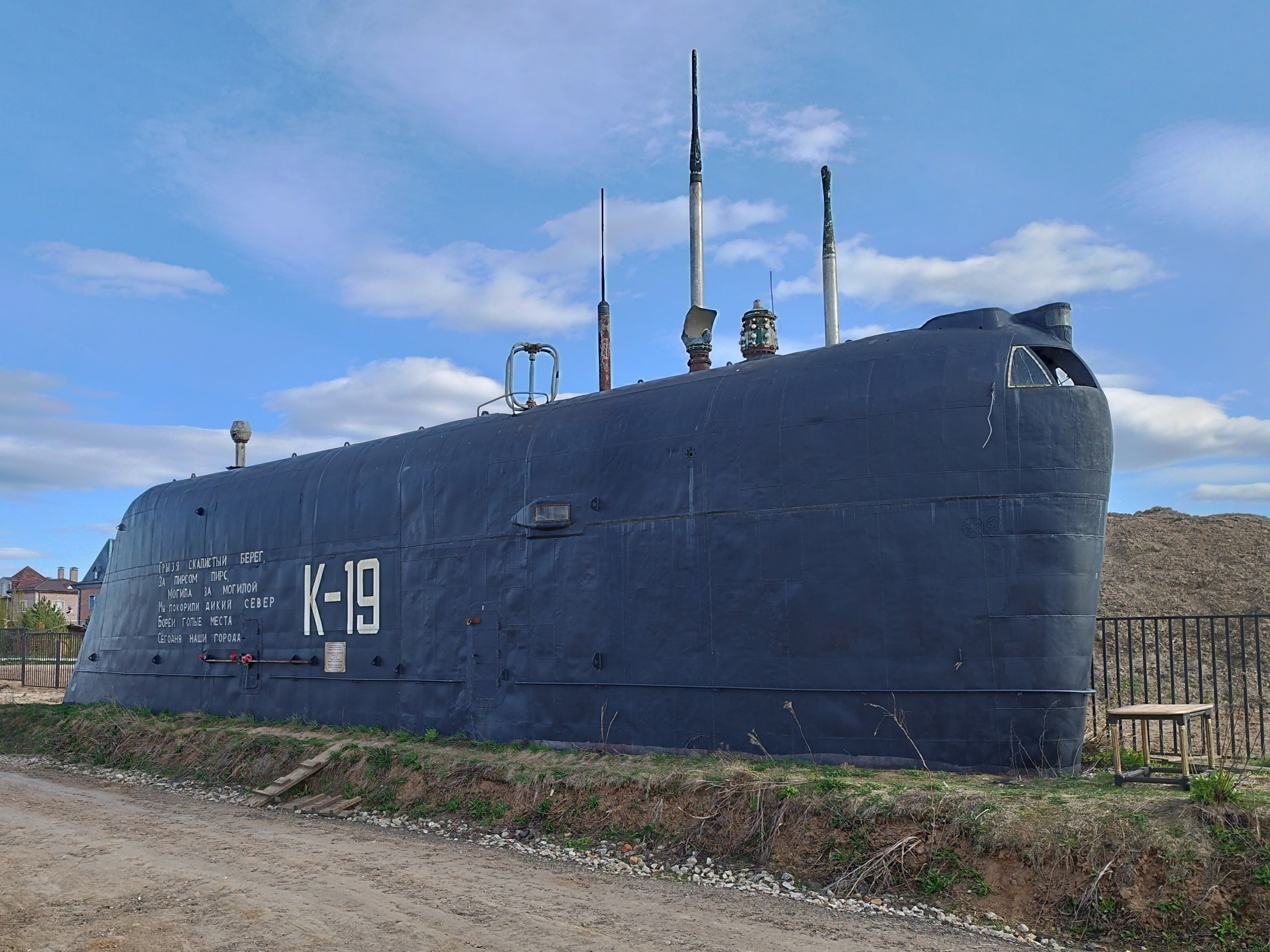
Рубка К-19 в 2025 году

В 2018 году на собственные средства выкупил рубку утилизированной К-19 и на её основе организовал мемориал на берегу Пяловского водохранилища в Московской области.
Владимир Романов женат: супруга Светлана, сын Роман.

## Предпринимательская деятельность
1989—2013 — владелец банка Ūkio bankas
Недвижимое имущество: Дворец спорта, «Театро арена», стадион «Жальгирис» и здания рядом с ним.
Спортивный бизнес
2004—2013: владелец футбольных клубов «Харт оф Мидлотиан» (Эдинбург, Шотландия), «Каунас» (Каунас), а также баскетбольного клуба «Жальгирис» (Каунас).